# Ibrahim Salah (cầu thủ bóng đá, sinh 2001)
Ibrahim Salah (tiếng Ả Rập: ابراهيم صلاح; sinh ngày 30 tháng 8 năm 2001) là một cầu thủ bóng đá chuyên nghiệp hiện tại đang thi đấu ở vị trí tiền đạo cánh trái cho câu lạc bộ Rennes tại Ligue 1. Sinh ra tại Bỉ, anh đại diện cho các đội tuyển trẻ của Maroc.

## Sự nghiệp thi đấu

### Gent
Là sản phẩm của lò đào tạo Union Saint-Gilloise và Beerschot, năm 2020, có tin đồn rằng anh sẽ gia nhập Leicester City nhưng không thành công vì lý do hành chính. Salah gia nhập học viện trẻ của câu lạc bộ Gent vào ngày 28 tháng 5 năm 2021. Anh ký hợp đồng chuyên nghiệp đầu tiên với câu lạc bộ vào ngày 27 tháng 12 năm 2021. Vào mùa hè năm 2022, anh bắt đầu tập luyện cùng đội 1 để chuẩn bị cho mùa giải 2022–23. Anh đã có trận ra mắt Giải bóng đá vô địch quốc gia Bỉ cho câu lạc bộ, khi được vào sân từ băng ghế dự bị trong chiến thắng 2-1 trước Westerlo vào ngày 7 tháng 8 năm 2022. Trong những thời gian đầu của mùa giải 2022–23, huấn luyện viên trưởng Hein Vanhaezebrouck đã trao cơ hội cho các cầu thủ trẻ chơi ở đội một như Salah, Malick Fofana và Noah De Ridder. Salah và Fofana đã ra mắt trong trận gặp Westerloo. Vanhaezebrouck khen ngợi nỗ lực tập luyện của Salah và cho rằng tiêu chuẩn của anh đủ cao để gửi một thông điệp đến những cầu thủ giàu kinh nghiệm hơn và rằng anh đã giành được một vị trí xứng đáng.

### Rennes
Vào ngày 31 tháng 1 năm 2023, Salah gia nhập câu lạc bộ Rennes tại Ligue 1. Anh ghi bàn thắng đầu tiên cho câu lạc bộ vào ngày 23 tháng 2 năm 2023 khi vào sân thay người trong chiến thắng 2-1 trên sân nhà trước Shakhtar Donetsk ở vòng play-off UEFA Europa League, phút thứ 106 giúp Rennes dẫn trước trên phương diện tổng tỷ số. Tuy nhiên, Rennes cuối cùng đã thất bại trong loạt đá luân lưu sau khi Shakhtar Donetsk gỡ hòa. Vào ngày 13 tháng 8 năm 2023, anh ghi hai bàn thắng đầu tiên tại Ligue 1 trong chiến thắng 5–1 trên sân nhà trước Metz.

## Sự nghiệp thi đấu
Sinh ra ở Bỉ, Salah là người gốc Maroc. Anh được triệu tập lên đội tuyển U-23 Maroc để tham gia trại huấn luyện vào tháng 11 năm 2022.
Vào tháng 6 năm 2023, anh có tên trong danh sách tham dự Cúp bóng đá U-23 châu Phi 2023, do chính Maroc đăng cai, nơi Sư tử Atlas giành được danh hiệu đầu tiên và đủ điều kiện tham dự Thế vận hội Mùa hè 2024.
Vào tháng 8 năm 2023, Salah lần đầu tiên được triệu tập lên đội tuyển quốc gia Maroc, chuẩn bị cho các trận đấu gặp Liberia và Burkina Faso.

## Danh hiệu
U-23 Maroc
- Cúp bóng đá U-23 châu Phi: 2023[19][20]